# Skogsstäppfly
Skogsstäppfly, Eremohadena immunda, är en fjärilsart som beskrevs av Eduard Friedrich Eversmann 1842. Skogsstäppfly ingår i släktet Eremohadena och familjen nattflyn, Noctuidae. I både Sverige och Finland ses arten som sällsynt migrant och är klassad som tillfällig. De tre fynden från Sverige, ett i Jämtland och två Skåne är från perioden 1939-1941. Inga underarter finns listade i Catalogue of Life.